# Puzzle mortal (film)
Puzzle mortal (Saw) (2004) este un film american independent de groază regizat de James Wan. Scenariul este scris de Leigh Whannell și se bazează pe o povestire de Wan și Whannell. În rolurile principale joacă actorii Cary Elwes, Danny Glover, Monica Potter și Whannell. Este primul film al unei serii  omonime care este formată din opt filme în total.

## Distribuție
- Leigh Whannell ca Adam Stanheight
- Cary Elwes ca Dr. Lawrence Gordon
- Tobin Bell ca Jigsaw alias John Kramer
- Danny Glover ca Detectiv David Tapp
- Monica Potter ca Alison Gordon
- Michael Emerson ca Zep Hindle
- Ken Leung ca Detectiv Steven Sing
- Makenzie Vega ca Diana Gordon
- Shawnee Smith ca Amanda Young
- Dina Meyer ca Detectiv Allison Kerry
- Mike Butters ca Paul Stallberg
- Paul Gutrecht ca Mark Wilson
- Ned Bellamy ca Jeff Ridenhour
- Benito Martinez ca Brett
- Alexandra Bokyun Chun ca Carla
- Oren Koules ca  Donnie Greco

## Lucrări similare
- Cube (1997)
- The Cell (2000)
- Breathing Room (2007)
- House of 9  (2005)